# Nuño Fernández av Kastilien
Nuño Fernández av Kastilien, död efter 927, var regerande greve av Kastilien mellan 920 och 927.